# Новий Пожуг
Новий Пожуг (пол. Nowy Pożóg) — село в Польщі, у гміні Конськоволя Пулавського повіту Люблінського воєводства.
Населення — 625 осіб (2011).

## Демографія
Демографічна структура станом на 31 березня 2011 року:
|          | Загалом | Допрацездатний вік | Працездатний вік | Постпрацездатний вік |
| -------- | ------- | ------------------ | ---------------- | -------------------- |
| Чоловіки | 308     | 62                 | 205              | 41                   |
| Жінки    | 317     | 44                 | 184              | 89                   |
| Разом    | 625     | 106                | 389              | 130                  |